# Otiothops hoeferi
Espèce
Otiothops hoeferi est une espèce d'araignées aranéomorphes de la famille des Palpimanidae.

## Distribution
Cette espèce est endémique du Brésil.

## Publication originale
- Brescovit & Bonaldo, 1993 : On the genus Otiothops in Brazil (Araneae, Palpimanidae). Bulletin de l'Institut Royal des Sciences Naturelles de Belgique (Ent.), vol. 63, p. 47-50.